# Hydarnes
Hydarnes (griechisch: Ὑδάρνης, altpersisch: Vidr̥na-, elamisch: Miturna/Mitarna), Sohn des Bagābignahyā, war ein persischer Adliger des Achämenidenreichs im 6. vorchristlichen Jahrhundert.
Hydarnes war im Jahr 522 v. Chr. neben Otanes, Ardumaniš, Gobryas, Intaphrenes, Megabyzos und Dareios einer der sieben Verschworenen gegen den Usurpator Gaumata, den sie töteten und im Anschluss Dareios zum neuen Großkönig proklamierten. Er war von Ardunaniš in die Verschwörung eingeweiht wurden.
Nach dem erfolgreichen Machtwechsel diente Hydarnes dem Dareios I. als Feldherr gegen die rebellierenden Meder unter dem „Lügenkönig“ Phraortes, den er am 27. Tag des Monats Anāmaka (12. Januar 521 v. Chr.) in einer Schlacht bei Maruš besiegte.

## Nachkommen
Die Nachkommen des Hydarnes stellten eine der Familien der sogenannten „sieben Perser“ des persischen Hochadels, den Nachkommen der sieben Verschworenen (einschließlich des Dareios). Aufgrund ihrer gleich lautenden Patronyme werden dem Hydarnes selbst zwei Söhne zugeschrieben:
- Hydarnes, der bei der Invasion Griechenlands 480 v. Chr. die „Unsterblichen“ kommandierte.[4]
- Sisamnes, der bei der Invasion Griechenlands 480 v. Chr. das Aufgebot der Arier kommandierte.[5]

Laut Strabon war Hydarnes außerdem der Urvater der armenischen Herrscherdynastie der Orontiden.